# Parc régional de la Chute-à-Bull
Le parc régional de la Chute-à-Bull est un parc régional bordant la rivière de la Boule. Il est situé dans la municipalité de Saint-Côme, dans la municipalité régionale de comté de la Matawinie, dans la région administrative de Lanaudière, au Québec, au Canada.
Ce parc est administré par la Société de développement des parcs régionaux de la Matawinie (SDPRM), qui est un organisme à but non lucratif.

## Géographie
Le parc est traversé par la rivière de la Boule, un affluent de la rivière L'Assomption. Le parc couvre une zone en forme de rectangle. À l'extrémité ouest, le parc débute au lac Guénard. La route d'accès se trouve du côté nord-ouest.

## Activités
Ce parc est ouvert toute l'année. La réception dispose d'un service d'information touristique.
Le parc dispose de quatre sentiers balisés:
- Sentier du trappeur: 0,6 km pour les débutants avec un parcours en boucle;
- Sentier de la chute: 1,1 km type mixte pour les débutants;
- Sentier de la "Dam" du Milieu: 1,6 km de type mixte pour débutants;
- Sentier du Belvédère: 2 km avec un dénivelé de 100 m avec un parcours en boucle pour les débutants. Le sentier du Belvédère mène à un belvédère au sommet de la montagne via un pont couvert[2].

Ces sentiers comportent des panneaux d'interprétation de la nature, certains traitant de la vie des travailleurs à l'époque de la promenade en rondins, dont on peut voir des vestiges le long des sentiers. Les sentiers de ce parc traversent une forêt d'épinettes, de pins blancs et de pins rouges. En plus de la chute principale, haute de 18 m, il y a plusieurs petites chutes et cascades. Le parc se connecte au sentier de la Boule (3,9 km de connexion).
Depuis juillet 2024, le public peut visiter la caverne de la Chute-à-Bull, qui est le seul habitacle souterrain de chauves-souris dans la région de Lanaudière.

## Hébergement
Le parc propose un hébergement dans trois abris dont le style rappelle la vie des ouvriers forestiers:

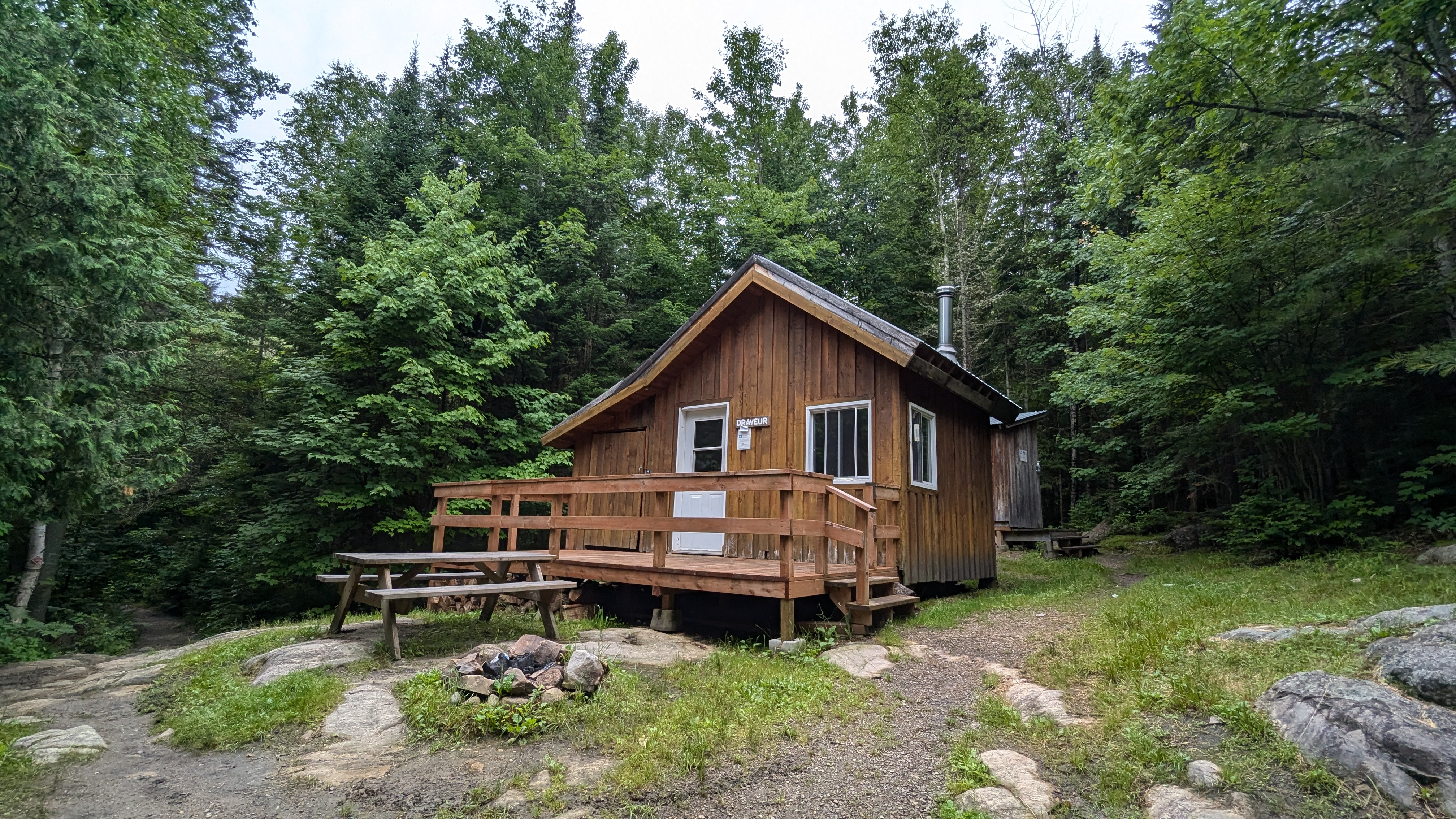
Refuge des Draveurs au parc régional de la Chute-à Bull.

- Camp des Draveurs: capacité de 4 personnes avec une distance de 0,4 km (été) ou 0,7 km (hiver) de la réception;
- Camp du Gardien: capacité de 4 personnes avec une distance de 0,2 km (été) et 0,5 km (hiver) de la réception
- Camp du Belvédère: capacité de 6 personnes, avec une distance de 1,1 km (été) et 1,4 km (hiver) de la réception[5].

Chaque refuge est équipé d'un poêle à bois. Pendant la journée, les refuges sont des lieux de repos utilisés par les randonneurs.

## Toponyme
Le parc et la chute qui s'y trouve ont été nommés en l'honneur d'un Américain qui les exploitait chaque année pendant la période d'exploitation forestière printanière. Ce parc a été aménagé pour commémorer le temps du «drave». Ce toponyme a été officialisé le 24 septembre 2003 à la Banque des noms de lieux de la Commission de toponymie du Québec.